# Dicranum wallisii
Dicranum wallisii là một loài rêu trong họ Dicranaceae. Loài này được Müll. Hal. mô tả khoa học đầu tiên năm 1874.